# Charmoille (Haute-Saône)
Charmoille é uma comuna francesa na região administrativa de Borgonha-Franco-Condado, no departamento de Alto Sona. Estende-se por uma área de 5,04 km². Em 2010 a comuna tinha 496 habitantes (densidade: 98,4 hab./km²).